# Lixizhen (ort i Kina, Hunan Sheng, lat 25,90, long 112,07)
Lixizhen (kinesiska: 鲤溪镇) är en ort i Kina. Den ligger i provinsen Hunan, i den södra delen av landet, omkring 270 kilometer söder om provinshuvudstaden Changsha. Antalet invånare är 40 843. Befolkningen består av 19 095 kvinnor och 21 748 män. Barn under 15 år utgör 20,0 %, vuxna 15-64 år 70 %, och äldre över 65 år 8,0 %.
Runt Lixizhen är det tätbefolkat, med 383 invånare per kvadratkilometer. Närmaste större samhälle är Longquan, 14,2 km öster om Lixizhen. I omgivningarna runt Lixizhen växer huvudsakligen savannskog.
Genomsnittlig årsnederbörd är 1 888 millimeter. Den regnigaste månaden är augusti, med i genomsnitt 273 mm nederbörd, och den torraste är oktober, med 37 mm nederbörd.